# Mechanitis
Genre
 Mechanitis est un genre de lépidoptères (papillons) de la famille des Nymphalidae et de la sous-famille des Danainae, de la tribu des Ithomiini, sous-tribu des Mechanitina.

## Systématique
- Le genre   Mechanitis a été décrit par l'entomologiste danois Johan Christian Fabricius en 1807[1].
- L’espèce type est Papilio polymnia (Linnaeus, 1758).

### Synonymies
- Nereis (Hübner, 1806) Conflit d'antériorité du nom de genre chez Linné (Nereis Linné, 1758).
- Hymenitis (Illiger, 1807)[2]
- Epimetes (Billberg, 1820)[3]
- Mechanites Erreur typographique chez (Hübner, 1820)[4]
- Epinetes Erreur typographique chez (Scudder, 1875)[5]

### Liste des espèces
- Mechanitis lysimnia (Fabricius, 1793)
- Mechanitis mazaeus (Hewitson, 1860)
- Mechanitis menapis (Hewitson, [1856])
- Mechanitis polymnia (Linnaeus, 1758)

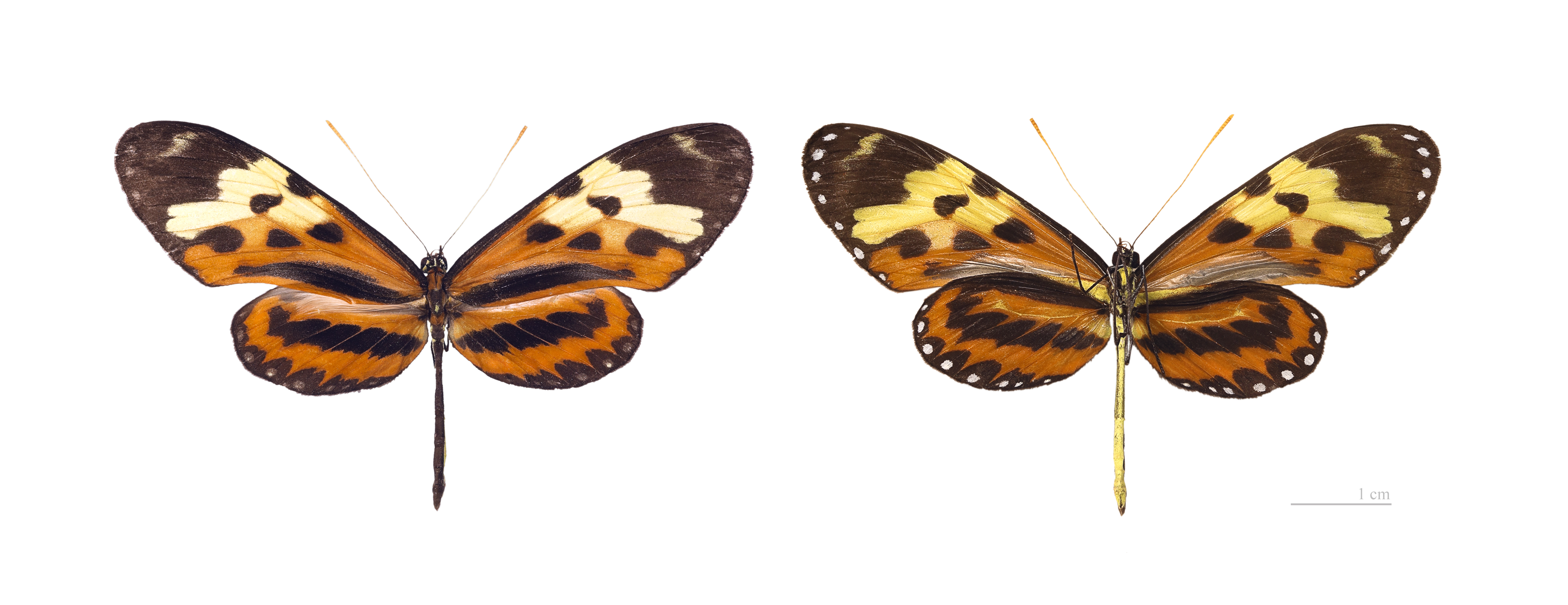
Mechanitis polymnia polymnia